# Troglocarcinus cresentus
Troglocarcinus cresentus är en kräftdjursart som beskrevs av Edmonson 1925. Troglocarcinus cresentus ingår i släktet Troglocarcinus och familjen Cryptochiridae. Inga underarter finns listade i Catalogue of Life.